# Fernando Kuyumchoglu
Juán Fernando Kuyumchoglu (Béccar, 27 febbraio 1969) è un ex calciatore argentino, di ruolo difensore.

## Caratteristiche tecniche
Era un terzino destro, con una spiccata propensione offensiva.

## Carriera

### Club
Nella stagione 1988-1989 gioca nella massima serie argentina col River Plate, nel cui settore giovanile aveva giocato nel corso degli anni ottanta: non riesce tuttavia ad esordire in prima squadra in partite di campionato, anche per la concomitanza del servizio militare con la sua prima stagione in prima squadra; milita nel medesimo campionato anche con l'Estudiantes nella stagione successiva.
Nella stagione 1990-1991 gioca 25 partite nella massima serie argentina col neopromosso Lanus, con cui retrocede in seconda divisione; in seguito, nella stagione 1992-1993 è tornato a giocare nella massima serie argentina con la Platense. Ha anche giocato nel campionato greco con l'Olympiakos e nella massima serie colombiana, oltre che in varie squadre delle serie minori argentine (Temperley e Patronato).
Nella stagione 1996-1997 ha giocato in Italia con la maglia del Castrovillari, con cui ha giocato una partita nel campionato di Serie C2.

### Nazionale
Nel 1985 ha partecipato con la nazionale Under-16 ad un torneo a Buenos Aires.

## Palmarès

### Club

#### Competizioni nazionali
- Coppa di Grecia: 1

Olympiakos: 1991-1992